# Ruppina lichenoides
Ruppina lichenoides là một loài rêu trong họ Aytoniaceae. Loài này được L. f. mô tả khoa học đầu tiên năm 1781. Danh pháp khoa học của loài này chưa được làm sáng tỏ. 